# Miguel Pastor (actor)
Miguel Pastor Muñoz (Valencia 1916-Madrid, 3 de enero de 1956) fue un actor español que actuó en una cuarentena de películas entre las décadas de 1940 y 1950. Su nombre artístico era Miguel Pastor Mata. 
Aparte de su carrera cinematográfica también perteneció al cuadro artístico de Radio Nacional de España.
Falleció trágicamente tras un accidente de moto ocurrido en la Calle Guzmán el Bueno de Madrid tras fracturarse el cráneo, con solo 40 años de edad.

## Filmografía
- ¡A mí la Legión! (1942)
- El marqués de Salamanca (1948)
- Siempre vuelven de madrugada (1948)
- La duquesa de Benamejí (1949)
- Agustina de Aragón (1950)
- Hace cien años (1950)
- Pequeñeces (1950)
- El Capitán Veneno (1950)
- Alba de América (1951)
- Balarrasa (1951)
- Cerca del cielo (1951)
- El negro que tenía el alma blanca (1951)
- El sueño de Andalucía (1951)
- La leona de Castilla (1951)
- Quema el suelo (1951)
- Lola la Piconera (1951)
- Dos vidas (1952)
- Amaya (1952)
- Cerca de la ciudad (1952)
- Manchas de sangre en la luna (1952)
- A dos grados del ecuador (1953)
- El curioso impertinente (1953)
- Cabaret (1953)
- El diablo toca la flauta (1953)
- Entre barracas (1954)
- Buenas noticias (1954)
- Agua sangrienta (1954)
- Cómicos (1954)
- El duende de Jerez (1954)
- Para siempre (1954)
- Tres huchas para Oriente (1954)
- Un día perdido (1954)
- El Coyote (1955)
- La Hermana Alegría (1955)
- Familia provisional (1955)
- Suspenso en comunismo (1955)
- Una aventura de Gil Blas (1955)
- El Piyayo (1956)
- El malvado Carabel (1956)
- La justicia del Coyote (1956)
- Río Guadalquivir (1957)
- El andén (1957)